# Cryptopimpla anomala
Cryptopimpla anomala är en stekelart som först beskrevs av Holmgren 1860.  Cryptopimpla anomala ingår i släktet Cryptopimpla och familjen brokparasitsteklar. Inga underarter finns listade i Catalogue of Life.